# 布赫霍芬
布赫霍芬是德国巴伐利亚州的一个市镇。总面积15.72平方公里，总人口918人，其中男性463人，女性455人（2011年12月31日），人口密度58人/平方公里。